# ВЛ60П
ВЛ60П (изначально Н6ОП) — опытный советский шестиосный пассажирский электровоз переменного тока.

## История
С конца 1950-х гг. НЭВЗ-ом выпускались электровозы переменного тока Н6О (с 1962 г. — ВЛ60). Однако, имея скорость в часовом и продолжительном режимах около 50 км/ч, они мало подходили для вождения пассажирских поездов. Тогда заводом был разработан, а в конце 1961 года выпущен шестиосный электровоз Н6ОП-001 (Новочеркасский, 6-осный, однофазного тока, пассажирский, № 001), уже через год переименованный в ВЛ60П-001 (из-за произошедших за полгода до этого событий в Новочеркасске).
Пассажирский электровоз был во многом унифицирован с грузовыми Н6О (ВЛ60), но и имел существенные отличия. Прежде всего, взамен шестиполюсных ТЭД НБ-412М грузовых электровозов, на пассажирском электровозе были установлены четырёхполюсные НБ-415, которые по сравнению с НБ-412М были более быстроходными (в часовом режиме 1050 против 755 об/мин) и при этом на четверть легче (3760 против 5000 кг). Часовая мощность НБ-415 составляла 650 кВт, а продолжительная — 595 кВт (у НБ-412М — 690 и 550 кВт соответственно). Передаточное число тяговых редукторов было лишь незначительно повышено и составляло 81:2=3,375. Также ВЛ60П был оборудован электропневматическим тормозом, а в обмотке сглаживающих и переходных реакторах и в части шин вместо меди был применён алюминий. В общей сложности ВЛ60П по сравнению с ВЛ60 был на 9 тонн легче (129 против 138 т), что позволило снизить нагрузку от колёсных пар на путь с 23 до 21,5 тс.
Для прохождения эксплуатации, ВЛ60П был отправлен на Северо-Кавказскую железную дорогу в локомотивное депо Кавказская где стал водить пассажирские поезда. Ограничение максимальной скорости на обслуживаемых направлениях составляло 100 км/ч, из-за чего электровоз не мог полностью реализовать свои скоростные характеристики. Также это исключало работу тяговых электродвигателей в зоне малых токов при номинальном напряжении на зажимах. Для выпуска новых пассажирских электровозов, Новочеркасским заводом были разработаны модернизированные и более мощные двигатели НБ-415А (часовая мощность 720 кВт, продолжительная — 625 кВт).
Однако в это время куда большее внимание завод уделял налаживанию выпуска грузовых восьмиосных электровозов ВЛ80. В связи с этим, с 1962 года вместо выпуска ВЛ60П, НЭВЗ выпускал пассажирскую модификацию ВЛ60 — ВЛ60п, у которого было изменено передаточное число редуктора, а также установлены электропневматические тормоза. Вскоре в Советский Союз из Чехословакии начали поступать скоростные ЧС4, в связи с чем выпуск советских электровозов для пассажирской службы был окончательно прекращён.

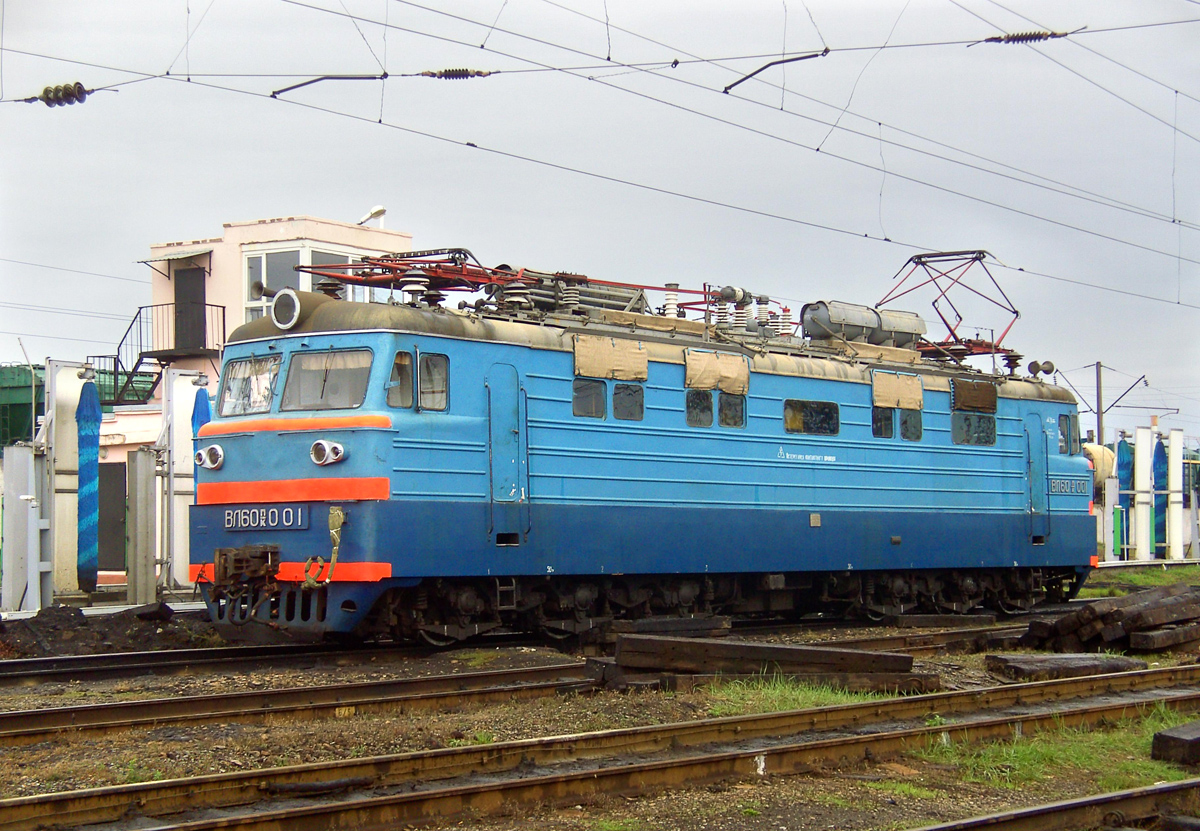
Электровоз в 2009 году

В 1969 году ВЛ60П-001 был подвергнут модернизации, в ходе которой игнитронные выпрямители были заменены полупроводниковыми. В связи с этим электровоз получил новое обозначение — ВЛ60ПК-001.
Передан на Донецкую ж. д. в качестве музейного экспоната.